# 单马令
单马令（Tambralinga），是位於今日馬來半島的一個古代國家，《诸蕃志》、《事林广记》作单马令，《岛夷志略》作丹马令，《爪哇史颂》作Dharma-nagara（法都）。其國名在梵語中意思是「紅色的林伽」。
南宋庆元二年（1195年）曾遣使朝贡，献金三埕，金伞一柄。14世紀末，在滿者伯夷的支持下，末羅瑜將該國征服。不少歷史學家認為單馬令是後來佔據洛坤府的那空是貪瑪叻王國的前身。
民煮海为盐，酿小米为酒，有酋长，出产上等白锡，降真香等，和商人交易红布，青花碗等。